# 花戦さ
『花戦さ』（はないくさ）は、2017年6月3日公開の日本映画。鬼塚忠の小説『花いくさ』（角川文庫）を原作とする。

## あらすじ

### 岐阜城での花生け
天正元年。京・頂法寺の花僧・池坊専好は執行や兄弟子・専伯の勧めで、時の権力者・織田信長のために花を生けることになる。自分の好きな松を使って良いと言われて喜んで岐阜城に向かう専好だったが、実際は気性の荒い信長の依頼を誰も引き受けたがらず、変わり者として評判だった専好にお鉢が回ってきただけだった。専好は本当の理由を知らずに岐阜城に到着し、弟弟子の専武から「信長様は昇り龍のような人」と聞かされたことに刺激を受け、巨大な松を使った生け花を披露する。信長の家臣たちからは酷評されるが、信長は専好の松を気に入り彼を称賛する。その時、松の重さに耐えられずに継ぎ目が折れてしまう。専好や家臣たちは信長の怒りを買うことを恐れて言葉を失うが、秀吉の機転で事なきを得て、専好は褒美の品を受け取り京に戻った。

### 利休との出会い
天正13年。信長は本能寺の変で横死し、秀吉が天下を継承しつつあった。専好は修行の旅に出て行方知れずとなった専伯の代わりに頂法寺の執行を務めることになり、大名屋敷に呼び出され生け花を指南する多忙な日々を送っていた。ある日、大名屋敷から帰る途中で専好は河原の遺体に花を手向け冥福を祈っていたが、遺体だと思っていた少女が生きていることを知り、頂法寺に連れて帰る。少女は食べ物も食べず口も利かなかったが、専好が取ってきた蓮を見た途端、一心不乱に蓮の絵を描き始める。それを見た専好は喜び、少女も次第に心を開くようになった。専好は少女に「れん」という名前を与え、浄椿尼の元に預けて絵を学ばせる。半年後、専好は幼馴染の吉右衛門の依頼で生け花を生け、その生け花を偶然見かけた千利休は、専好を茶室に呼び彼を持て成す。二人は岐阜城で一度会っていたが、物覚えの悪い専好は利休のことを覚えていなかった。専好は利休の侘びの持て成しに心を解きほぐされ、執行の多忙さで花を生ける楽しみを失っていたことを告白し、花を活ける楽しさを思い出す。一方、秀吉は利休の侘びを理解しようとせず、内裏で帝を喜ばせるための黄金の茶室を作るように利休に命じる。
天正15年。専好は浄椿尼の元から姿を消したれんの行方を気にしていた。れんには公家の三条家から絵師として雇い入れるという話があっただけに、浄椿尼は彼女の身を案じる。暫く後、山奥の洞穴でれんを見つけた専好は、彼女が山籠もりで絵の腕に磨きがかかったことを知り喜び、小屋を与えて絵を描き続けるように手配する。同じ頃、秀吉は京や全国の人々を集めて北野大茶湯を開催し、自ら黄金の茶室で人々を持て成して権勢を誇示する。専好は利休から「花を生けて欲しい」と依頼され、吉右衛門と共に北野大茶湯を訪れる。専好は利休の茶の湯を色とりどりの花で飾り人々を喜ばせるが、利休の元に人々が集まり黄金の茶室よりも利休と専好を称賛する人々を見た秀吉は気分を害し、北野大茶湯を1日で終了させてしまう。この件を機に、秀吉は次第に利休を疎んじるようになっていく。

### 利休との別れ
天正19年。「利休は大徳寺の門に自分の木像を置き、門を通る秀吉を足蹴にしている」という石田三成の讒言を受けた秀吉は、次第に利休と対立するようになる。利休の木像が河原に晒されているのを見た専好は不安を感じ、同様に事態の解決を模索する前田利家から、「秀吉に詫びるように利休を説得して欲しい」と依頼される。専好は利休の元を訪れて説得するが、「こうすることでしか、もう秀吉様を持て成せない」と返答され、専好は利休と別れる。その後、利休は切腹させられ、首は河原に晒された。ショックを受けた専好は花を生けなくなってしまい、彼の身を案じた吉右衛門は、利休の四十九日に合わせて人々から花を集めて、利休の供養を行おうとする。それを見た専好は再び花を生けるようになるが、その姿を三成に見られてしまう。三成は専好たち町衆の危険性を秀吉に伝えるが、秀吉は息子・鶴松に夢中で、三成の話を聞き流す。
利休の四十九日の後、鶴松が夭折して秀吉は落胆するが、京の人々は「利休の呪い」と噂して秀吉をからかう。専好は「利休さんは、人を呪うような人ではない」と反論して鶴松の冥福を祈るが、京の町には鶴松の死を揶揄する落首が至る所に貼られていた。秀吉は次第に狂気を見せるようになり、自分を「猿」と呼んだ少女や落首を詠んだと思われる人物を捕らえて処刑し、晒し首にしていった。その中には頂法寺に来ていた顔馴染みもおり、専好は悲観に暮れる。さらに、れんが秀吉の勘気に触れて処刑された絵師の娘であることが発覚し、れんは捕らえられた後に自殺し、彼女の行方を探っていた吉右衛門も謀反の罪で処刑される。親しい者が次々に殺されたことで専好は絶望するが、やがて生け花を通して秀吉の暴虐を諫めようと思いつく。

### 花戦さ
専好は利家の屋敷を借りて、秀吉のために生け花を生けようとする。秀吉の怒りを買うことを恐れた専武たちは止めさせようと説得するが、専好の意志が固いことを知った専武たちも協力するようになる。京の人々から花を集めた専好は利家の屋敷に向かい、集めた花と松を使い生け花を生ける。屋敷を訪れた秀吉は生け花を見て大いに喜ぶ。専好は殺されたれんや吉右衛門たちを模した花を指して「どの花が好みか」と問いかけ、秀吉は「どの花も、それぞれに美しい」と返答する。それを聞いた専好は、れんが描いた猿の絵を見せ「では、猿はどうですか」と問いかける。秀吉の家臣たちは騒然となり、三成は専好を斬り捨てようとする。利家に促された秀吉は、苦渋に満ちた顔で「どの猿もそれぞれの良さがある」と答える。専好は秀吉に対し、それぞれの花や色が持つ個別の良さを説き、利休も同じ気持ちだったことを伝える。それを聞いた秀吉は崩れ落ちるが、その拍子に松の重さに耐え切れずに、かつての岐阜城での生け花同様に継ぎ目から折れてしまう。慌てた専好は松を持ち上げようとするが、その必死さを見た利家たちは笑い出し、家臣たちにつられて秀吉も笑い出す。
秀吉との「戦さ」を終えた専好は河原に向かい、死んでいった人々に向けて花を手向け冥福を祈る。専好の背後には死んだ筈のれんが立っており、毒花を食べて仮死状態になっていたことを告げる。れんと再会した専好は、再び絵を描いてくれるように彼女に頼み込む。

## キャスト
- 池坊専好 - 野村萬斎
- 豊臣秀吉 - 市川猿之助
- 織田信長 - 中井貴一
- 前田利家 - 佐々木蔵之介
- 千利休 - 佐藤浩市
- 吉右衛門 - 高橋克実
- 池坊専伯 - 山内圭哉
- 池坊専武 - 和田正人
- れん - 森川葵
- 石田三成 - 吉田栄作
- 浄椿尼 - 竹下景子
- 俵屋留吉- 河原健二

## スタッフ
- 原作 - 鬼塚忠『花いくさ』（角川文庫刊）
- 監督 - 篠原哲雄
- 脚本 - 森下佳子
- 音楽 - 久石譲
- 劇中絵画 - 小松美羽
- 題字 - 金澤翔子
- 撮影 - 喜久村徳章
- 美術 - 倉田智子
- 編集 - 阿部亙英
- 録音 - 尾崎聡
- 協力 - 表千家不審菴、裏千家今日庵、武者小路千家官休庵
- 監修 - 華道家元池坊
- 後援 - 京都市
- 配給 - 東映
- 製作 - 「花戦さ」製作委員会（東映、木下グループ、東映ビデオ、竹田本社、エネット、たねや、エスカワゴエ、全日空、朝日新聞、日本出版販売、デスティニー）

## 製作
プロデューサーの小滝祥平が、『柘榴坂の仇討』の撮影中に『花いくさ』の存在を知り映画化を望み実現した。池坊家が「花を生けた」という記録から555年目となる2017年に公開され、主演は野村萬斎が務める他、市川猿之助、中井貴一、佐々木蔵之介、佐藤浩市が共演する。また、映画オリジナルのヒロイン・れん役には森川葵が起用された。撮影は2016年4月10日から東映京都撮影所、大覚寺、妙心寺、鹿王院、南禅寺、随心院で行われる。
脚本の森下佳子は、映画を「明るい」「ライト」「コミカル」なものにすることを心がけ、池坊専好が千利休との出会いをきっかけに成長する物語として描いた。利休の死に衝撃を受けた専好が、人々が利休のために集めた花を見て涙を流すシーンがあるが、脚本には「泣く」という指示はなかったという。また、利休役の佐藤とは利休の心情描写について話し合いを重ね、佐藤の意見を採用した。

## 受賞歴
- 第41回日本アカデミー賞[5]
  - 最優秀美術賞 : 倉田智子
  - 優秀作品賞
  - 優秀監督賞 : 篠原哲雄
  - 優秀脚本賞 : 森下佳子
  - 優秀撮影賞 : 喜久村徳章
  - 優秀照明賞 : 長田達也
  - 優秀録音賞 : 尾崎聡
  - 優秀編集賞 : 阿部亙英